# Eriochiton hispidus
Eriochiton hispidus är en insektsart som beskrevs av William Miles Maskell 1887. Eriochiton hispidus ingår i släktet Eriochiton och familjen filtsköldlöss. Inga underarter finns listade i Catalogue of Life.